# Advanced Aerodynamics and Structures
Pour les articles homonymes, voir AASE.
Advanced Aerodynamics and Structural Engineering (AASE) est un constructeur aéronautique américain qui fit faillite en 2004. La société, qui cherchait à construire une gamme d'avions d'affaires ne parvint jamais à résoudre les différents problèmes techniques présentés par le concept de l'avion.

## Historique
Advanced Aerodynamics and Structures a été constituée en 1983 à Burbank, Californie, par Darius Sharifzadeh, ingénieur aéronautique et pilote de ligne, afin de développer et produire une nouvelle génération d’avions de transport d’affaire à l’allure non conventionnelle, le Jetcruzer. Le futur appareil, de conception similaire au Beechcraft Model 2000 Starship, devait se présenter comme un monoplan à aile métallique en flèche et empennage canard, le turbopropulseur entraînant l’hélice se trouvant à l’arrière d’un fuselage construit en matériaux composites.
Le prototype Jetcruzer 450 a commencé ses essais en vol début 1989, alors que AASE devenait Advanced Aerodynamics and Structures Inc (AASI). Un industriel de Taïwan, Song Gen Yeh, fournissait les 20 millions de dollars US nécessaires, et Carl Chen, ancien spécialiste de l’espace chez Hughes, était nommé président. Il apparut assez rapidement que le AASI Jetcruzer 450, non pressurisé, avait peu de chances de trouver une place sur le marché des avions d'affaires. Il fut donc abandonné pour un appareil plus ambitieux, le  AASI Jetcruzer 500. Capable de transporter 6 passagers, celui-ci était annoncé au prix de 0,9 million de dollars. À titre comparatif le Socata TBM-700, beaucoup plus conventionnel pour une puissance et une capacité similaire, était alors proposé au prix de 1,4 million de dollars. AASI annonçait également le développement de plusieurs appareils de formule similaire :
- le AASI Jetcruzer 650, un bimoteur pour 13 passagers proposé au prix de 3 millions de dollars ;
- le AASI Stratocruzer 1250, annoncé comme un jet d’affaires disposant d’un rayon d’action intercontinental ;
- le Freedom DS-888, un avion cargo proposé au prix de 1,3 million de dollars.

Recapitalisée après mise en bourse en décembre 1996, AASI a investi 35 millions de dollars pour construire à Long Beach, Californie, une usine spécialisée dans le développement et la construction en série du Jetcruzer 500, réalisant elle-même l’ensemble de l’outillage nécessaire. En 2000 AASI annonçait un carnet de commandes de 188 appareils, soit 226 millions de dollars, le prix de base étant passé à 1,6 million de dollars, et employait 120 personnes, anciens employés de Northrop Grumman, Lockheed Martin ou Boeing.
La production de série n’avait pourtant pas encore commencé, le programme souffrant de retards continuels, liés en grande partie à la difficulté de refroidir efficacement un moteur situé à l’arrière de l’avion. En janvier 2001 Carl Chen quittait AASI. Il était remplacé par Roy H.Norris, précédemment président de Raytheon Aircraft Co. Le programme Jetcruzer avait déjà coûté 70 millions de dollars et la cotation des actions AASI en bourse fut suspendue en avril 2001. 20 ans de travail n’avaient pas permis d’obtenir un avion commercialisable.
Roy Norris estimait que le moment était venu pour un regroupement des industries de l’aviation générale. En février 2002 il annonçait le rachat de Mooney Aircraft Company pour 11 millions de dollars. Cette acquisition effectuée, AASI fut rebaptisée Mooney Aerospace Group (MASG), le nom de Mooney étant une référence dans le domaine de l’aviation légère et le signe AASI partagé avec d’autres organismes. 70 % du capital de MASG était contrôlé par un groupe financier de New-York, LH Financial.
À son arrivée à la tête de MASG, Roy Norris avait estimé que le programme Jetcruzer 500 aurait besoin de 18 mois supplémentaires pour parvenir à la certification. Mais de nouveaux problèmes techniques retardaient la mise au point : niveau de bruit trop élevé, centrage mal calculé… Mooney annonça donc l’arrêt du programme et la restitution de 1,6 million de dollars sur les 10 millions d’avances sur commandes faites par les clients. L’heure était au recentrage sur les productions traditionnelles de la gamme Mooney et aux économies : l’usine AASI de Long Beach fut transformée en station service pour les utilisateurs d’avions Mooney sur la côte ouest. Les équipements informatisés de production, jugés peu appropriés à la construction de monomoteurs de tourisme, vendus. Le catalogue Mooney vit les prix baisser de 20 % afin de stimuler les ventes et, dans un effort supplémentaire de réduction des coûts, un réseau de ventes directes organisé en marge des revendeurs habituels.
En août 2002 Roy Norris renonce à redresser une entreprise qui ne construit plus que 28 avions par an, contre une centaine à la fin des années 1990. Il est remplacé par Peter Larson, ancien directeur financier de Cessna.
En novembre 2003 le programme Jetcruzer fut mis aux enchères et en février 2004 Innova Aircraft racheta l’outillage, les droits de production et la totalité du dossier technique, avec l’intention de poursuivre le programme. Cette vente est intervenue trop tard. En mai 2004 MASG a revendu Mooney Airplane Company au groupe Allen Holding Finance et s’est déclaré en faillite le 10 juin.